# 日本平ロープウェイ

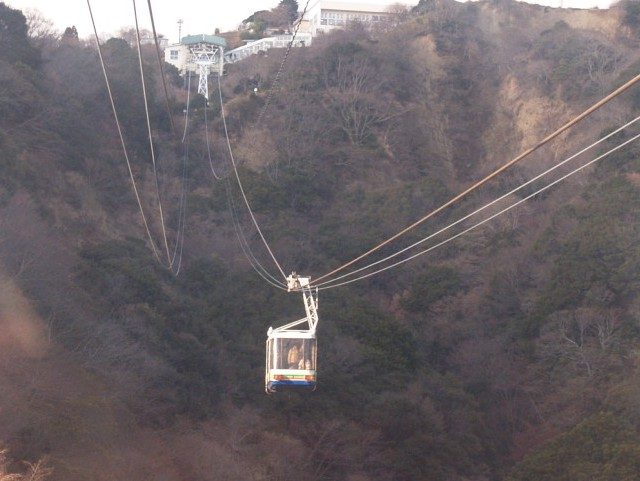
日本平ロープウェイ

日本平ロープウェイ（にほんだいらロープウェイ）は、静岡県静岡市清水区の日本平駅から同市駿河区の久能山駅までを結ぶ静岡鉄道の索道（ロープウェイ）である。

## 路線データ
日本平ロープウェイは静岡鉄道鉄道部日本平ロープウェイ営業所の管轄となっている。
- 全長（傾斜長）：1,054メートル[1]
- 高低差：120メートル[2]
- 最大勾配：19度46分[2]
- 走行方式：3線交走式[2]
- 最高運転速度：4.7メートル毎秒[2]
- 所要時間：5分[2]
- 駅数：2駅（起終点駅含む）
- 搬器（ゴンドラ）
  - メーカー：カルバテック（ドイツ語版）製（2019年更新）[3]
  - 定員：47人[3]
  - 搬器数：2両（あおい号・たちばな号）[3]

## 駅一覧
久能山駅（海抜145 m、北緯34度57分51.1秒 東経138度27分59.7秒） - 日本平駅（海抜269 m、北緯34度58分24.4秒 東経138度27分49.5秒）
- 久能山駅は山麓駅、日本平駅は山頂駅となる[2]。日本平ロープウェイは、山頂側の日本平駅から乗車するのが一般的である（通常は山麓側から乗車する）[2]。なお、山麓側の久能山駅からも乗車できるが、駅最寄りの「久能山下」バス停から久能山東照宮までの参道1159段の階段を登らなければならない[2][4]。

## 運行形態等
いずれも2022年時点。
ダイヤ（通常）
- 日本平駅：始発9時10分、最終16時45分
- 久能山駅：始発9時30分、最終17時

## 歴史
- 1956年（昭和31年）12月 - 工事開始。
- 1957年（昭和32年）5月31日 - 開業[1][2]。
- 2007年（平成19年） - 開業50周年を記念して、ラッピング搬器の運行を始める[2]。
- 2022年（令和4年）6月13日 - 同年7月21日までの予定で設備更新工事の為ロープウェイ営業を休止[5]。

## 接続交通機関
日本平駅・久能山駅とも鉄道路線の接続はなく、路線バスあるいは自動車が接続手段となる。
路線バス
- 日本平駅
  - しずてつジャストライン「日本平ロープウェイ」バス停[2] - 日本平線（東静岡駅経由静岡駅・新静岡バスターミナル行き）
- 久能山駅
  - しずてつジャストライン「久能山下」バス停 - 石田街道線（東大谷行き）・山原梅蔭寺線（清水駅・山原行き）

自動車
- 日本平駅
  - 日本平パークウェイ
  - 東名高速道路日本平久能山スマートIC（駅まで約25分）

## ギャラリー

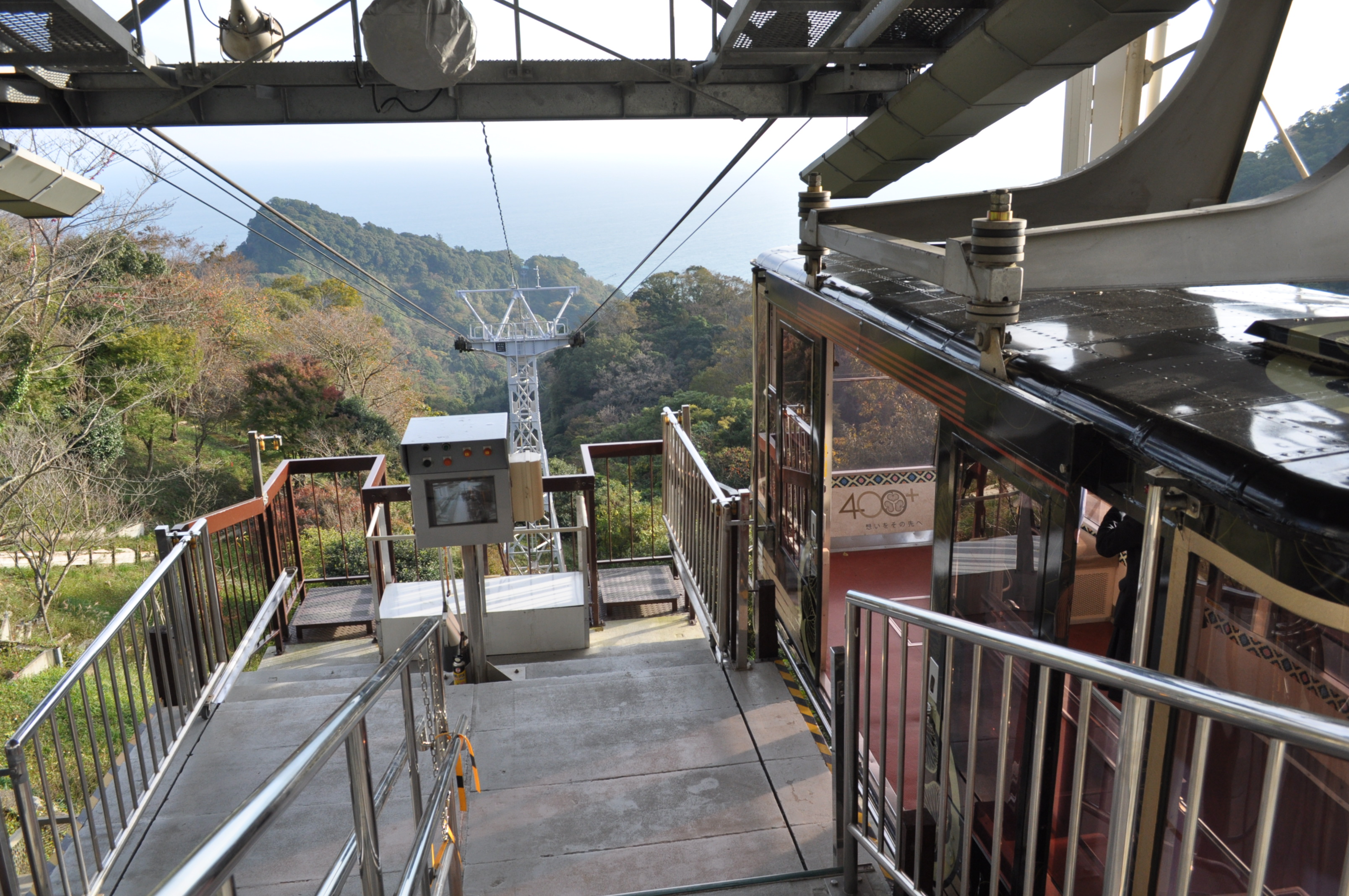
日本平の乗場（2016年11月13日撮影）
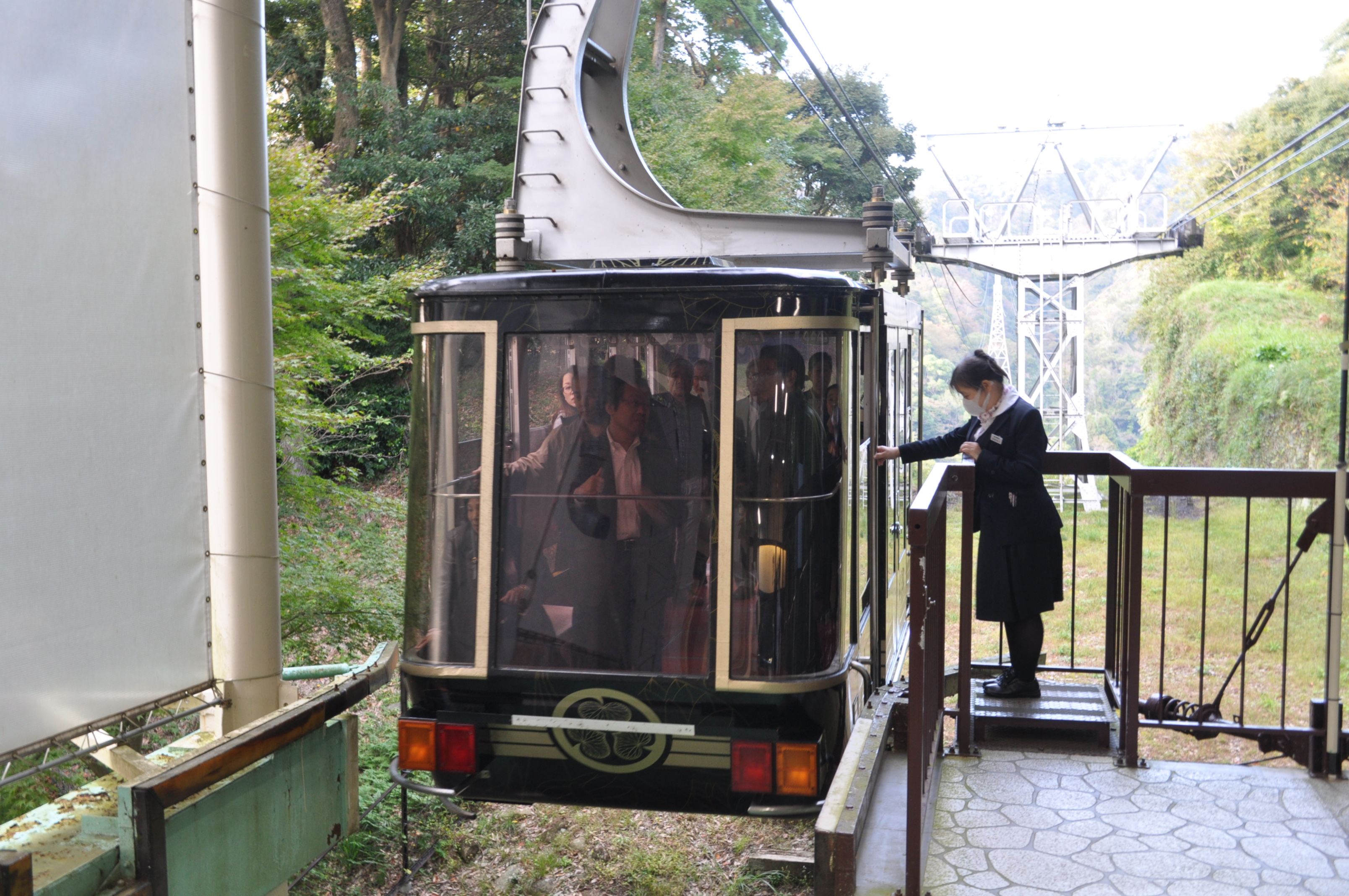
日本平の乗場（2016年11月13日撮影）